# Сімхат Тора
Сімхат Тора (івр. שִׂמְחַת תּוֹרָה — Радість Тори, чи Радість Божого Закону) — важливе юдейське свято. Сімхат Тора знаменує закінчення річного циклу читання Тори, що читається по одному-два розділи щотижня протягом року. На Сімхат Тора читається останній вірш книги Дварим і тут же починається читання перших віршів книги Брейшит. Сімхат Тора завершує цикл осінніх святкових днів. У цей же день відзначається ще одне свято, Шміні Ацерет.

## Звичаї свята
Сімхат Тора — одне з найрадісніших свят для євреїв. Увечері та вранці у синагозі влаштовують урочисту ходу із сувоями Тори, так званий акафот. До читання Тори викликають всіх присутніх чоловіків, а хлопчиків, які ще не досягли віку бар-міцви, викликають на читання лише заключної частини. При цьому деякі чоловіки тримають сувої в руках, а ті, кому їх не вистачило, садять на плечі маленьких дітей, які піднімають над головою свої власні іграшкові «сувої». Акафот супроводжується танцями, святковими піснями та загальним тріумфом.
Цього дня євреї вже не зобов'язані виконувати заповіді Суккота.